# Kunitz (Einheit)
Das Kunitz bzw. die Kunitz-Einheit, benannt nach dem russisch-amerikanischen Biochemiker Moses Kunitz, ist eine Einheit, die in der Biochemie zur Bestimmung der Konzentration/Aktivität der Ribonukleasen-Enzyme, die mit der Ribonukleinsäure reagieren, verwendet wird.